# Art & Language
El grup Art i Llenguatge (anglès: Art & Language) ha tingut un paper central en l'emergència de l'art conceptual tant des del punt de vista teòric com de la pràctica artística. Fundat a Coventry (Anglaterra) el 1968 per Terry Atkinson, Michael Baldwin, David Bainbridge i Harold Hurrell, Art & Language recollia el treball conjunt que aquests artistes portaven a terme des del 1965. Un any després van editar el primer número de la revista Art-Language (1969-1985), una publicació que reflexionava sobre els problemes teòrics de l'art conceptual. Aquesta revista (juntament amb Analytical Art, 1971-1972; The Fox, 1965-1976, i Art-Language New Series, 1994-1999) es va convertir en el focus de les seves propostes discursives. Entre el 1969 i el 1970 es van incorporar al grup Mel Ramsden, Ian Burn, Joseph Kosuth i Charles Harrison, i en els anys posteriors el col·lectiu va arribar a aglutinar més de trenta artistes.
Des del 1977, els artistes Michael Baldwin i Mel Ramsden, juntament amb l'historiador i crític d'art Charles Harrison (que va morir el 2009), han estat els principals integrants d'Art & Language.

## Anàlisi
Art & Language va fundar la seva pràctica entorn d'una comunitat d'idees. La revista Art-Language va publicar el seu primer número el 1969 i va esdevenir la plataforma d'una de les produccions teòriques més intenses de la segona meitat del segle xx. Basant-se en el llenguatge, el discurs i la conversa, Art & Language sotmet a crítica el sistema de l'art modern i les seves premisses, desafia el vocabulari existent en la història de l'art i rebutja afiliar-se a qualsevol identitat artística definida. A través d'aquesta pràctica, la conversa –que sovint és considerada un comentari del treball- passa a ser el lloc de treball en si; amb d'altres paraules, passa de ser un vehicle del significat de l'obra a ocupar el lloc que hauria de tenir l'objecte artístic.

## Col·lecció Philippe Méaille
Dipositada al MACBA des de 2010, compta amb més de 500 obres que permeten traçar un recorregut per una de les experiències artístiques més complexes i bel·ligerants de la segona meitat del segle xx. La producció del col·lectiu Art & Language desafia el vocabulari propi de la història de l'art. La seva pràctica creativa va adoptar la conversa com a lloc de treball, qüestionant què hauria de ser identificat com a objecte artístic.
El 2010 el col·leccionista francès Philippe Méaille va dipositar al MACBA la seva col·lecció privada de treballs d'Art & Language: més de 500 obres de tipologia molt diversa –pintures, dibuixos, escultures, instal·lacions, documents, escrits, mecanoscrits, anotacions, microfilms, maquetes i publicacions– que obliguen a reconsiderar el paper de l'escriptura en la pràctica de l'art.
La Col·lecció Philippe Méaille d'obres d'Art & Language és la segona col·lecció privada francesa més important en un museu europeu. Aquesta col·lecció permet fer una descripció minuciosa de la xarxa intel·lectual que van bastir els artistes que formaven part del grup, com Terry Atkinson, David Bainbridge, Michael Baldwin, Ian Burn, Joseph Kosuth, Philip Pilkington, Mel Ramsden, Dave Rushton i l'historiador de l'art Charles Harrison. A principis de la dècada de 1970, Art & Language comptava també amb una àmplia nòmina d'artistes amb base a Nova York, entre els quals destaquen Michael Corris, Andrew Menard, Kathryn Bigelow i Preston Heller.

## Exposicions personals
- 1967 Hardware Show, Architectural Association, London.
- 1968 Dematerialisation Show, Ikon Gallery, London.
- 1971 The Air-Conditioning Show, Visual Arts Gallery, New York.
- 1972 The Art & Language Institute, Galerie Daniel Templon, Paris Arxivat 2017-08-05 a Wayback Machine..
- Documenta Memorandum, Galerie Paul Maenz, Cologne.
- 1973 Index 002 Bxal, John Weber Gallery, New York.
- 1976 Music-Language, Galerie Eric Fabre, Paris.
- Art & Language, Museum of Modern Art, Oxford.
- 1978 Flags for Organisations, Lisson Gallery, London.
- 1979 Ils donnent leur sang ; donnez votre travail, Galerie Eric Fabre, Paris.
- 1980 Portraits of V.I. Lenin in the Style of Jackson Pollock, Van Abbemuseum, Eindhoven.
- 1982 Index : Studio at 3 Wesley Place Painted by Mouth, De Veeshal, Middelburg.
- Art & Language retrospective, Musée d'Art Moderne, Toulon.
- 1983 Index : Studio at 3 Wesley Place I, II, III, IV, Gewald, Ghent.
- 1986 Confessions : Incidents in a Museum, Lisson Gallery, London.
- 1987 Art & Language : The Paintings, Palais des Beaux-Arts, Brussels.
- 1990 Hostages XXIV-XXXV, Marian Goodman Gallery, New York.
- 1993 Art & Language, Galerie Nationale du Jeu de Paume, Paris.
- 1995 Art & Language and Luhmann, Kunstraum, Vienna.
- 1996 Sighs Trapped by Liars, Galerie de Paris, Paris.
- 1999 Art & Language in Practice, Fundació Antoni Tàpies, Barcelona. Arxivat 2011-05-04 a Wayback Machine.
- Cinco ensayos, Galerià Juana de Aizpuru, Madrid.
- The Artist out of Work : Art & Language 1972-1981, P.S.1 Contemporary Art Center, New York.
- 2000 Art & Language & Luhmann No.2, ZKM, Karlsruhe.
- 2002 Too Dark to Read : Motifs Rétrospectifs, Musée d'art moderne de Lille Métropole, Villeneuve d'Ascq.
- 2003 Art & Language, Migros Museum für Gegenwartskunst, Zurich. Arxivat 2014-01-03 a Wayback Machine.
- 2004 Art & Language, CAC Màlaga, Màlaga Arxivat 2012-08-31 a Wayback Machine..
- 2005 Hard to Say When, Lisson Gallery, London.
- 2006 Il ne reste qu'à chanter, Galerie de l'Erban, Nantes Arxivat 2017-08-05 a Wayback Machine. (Miroirs, 1965, Karaoke, 1975-2005) et Château de la Bainerie (travaux 1965-2005), Tiercé.
- 2008 Brouillages/Blurrings, Galerie Taddeus Ropac, Paris.
- 2009 Art & Language, Espoo Museum of Modern Art, Helsinki Arxivat 2016-03-05 a Wayback Machine..
- 2010 Portraits and a Dream, Lisson Gallery, London.
- Art & Language, Rhona Hoffman Gallery, Chicago.
- 2011 Badges, Mulier Mulier Gallery, Knokke.
- 2013 Letters to the Red Krayola, Kadel Wilborn Gallery, Düsseldorf.
- Art & Language, Museum Dhont-Dhaenens, Deurle.
- Art & Language, Garage Cosmos, Brussels.
- 2014 Art & Language Uncompleted : The Philippe Méaille Collection, MACBA, Barcelona Arxivat 2017-09-25 a Wayback Machine..
- 2016 Art & Language, Château de Montsoreau-Museum of Contemporary Art, Montsoreau.
- Nobody Spoke, Lisson Gallery, London.
- 2017 Nobody Spoke, KunstSaele, Berlin.
- 2018 Art & Language Reality (Dark) Fragments (Light), Château de Montsoreau-Museum of Contemporary Art, Montsoreau.

## Exposicions col·lectives
- 1968 Language II, Dwan Gallery, London.
- 1969 March, catalogue-exposition, Seth Siegelaub, New York.
- 1970 Conceptual Art And Conceptual Aspects, New York Cultural Center, New York.
- Information, Museum of Modern Art, New York.
- Idea Structures, Camden Art Centre, London.
- 1971 The British Avant-Garde, New York Cultural Center, New York.
- 1972 Documenta 5, Museum Friedericianum, Kassel.
- The New Art, Hayward Gallery, London.
- 1973 Einige Frühe Beispiele Konzeptuelle Kunst Analytischen Charakters, Galerie Paul Maenz, Cologne.
- Contemporanea, Rome.
- 1974 Projekt'74, Cologne.
- Kunst über Kunst, Kölnischer Kunstverein, Cologne. Arxivat 2017-08-07 a Wayback Machine.
- 1976 Drawing Now, Museum of Modern Art, New York.
- Biennale di Venezia, Venise.
- 1979 Un Certain Art Anglais, Musée d'art moderne de la ville de Paris, Paris.
- 1980 Kunst in Europa na 68, Museum van Hedendaagse Kunst, Ghent.
- 1982 Documenta 7, Museum Fridericianum, Kassel.
- 1987 British Art of the Twentieth Century: The Modern Movement, Royal Academy, London.
- 1989 The Situationists International, 1957-1972, Musée National d'art moderne, Centre Pompidou, Paris.
- L'art conceptuel, une perspective, Musée d'art moderne de la ville de Paris; Fundación Caja de Prensiones, Madrid; Deichtorhallen, Hamburg.
- 1992 Repetición/Transformación, Museo Nacional de Arte Reina Sofia, Madrid.
- 1995 Toponimías (8) : ocho ideas del espacio, Fundación La Caixa, Madrid. Arxivat 2017-08-04 a Wayback Machine.
- Reconsidering the Object of Art, 1965-1975, Museum of Contemporary Art, Los Angeles.
- 1997 Documenta 10, Museum Fridericianum, Kassel.
- 1999 Global Conceptualism: Points of Origin 1950s-1980s, Queens Museum of Art, New York.
- 2002 Iconoclash, Center for Art and Media (ZKM), Karlsruhe.
- 2003 Biennale di Venezia, Venise.
- 2004 Before the End (The Last Painting Show), Swiss Institute, New York.
- 2005 Collective Creativity, Kunsthalle Fridericianum, Kassel.
- 2006 Le Printemps de Septembre à Toulouse - Broken Lines, Toulouse.
- Magritte and Contemporary Art: The Treachery of Images, Los Angeles County Museum of Art, Los Angeles.
- 2007 Sympathy for the Devil: Art and Rock'n Roll since 1967, Museum of Contemporary Art, Chicago.
- 2008 Vides. Une rétrospective, Musée National d'art moderne, Centre Pompidou, Paris.
- 2009 Rock-Paper-Scissors, Pop Music as Subject of Visual Art, Kunsthaus, Graz.
- 2010 Algunas Obras A Ler - Collection Eric Fabre, Berardo Museum, Lisbon.
- Seconde main, Musée d'art moderne de la ville de Paris/ARC, Paris.
- 2011 Erre, Variations Labyrinthiques, Musée National d'art moderne, Centre Pompidou-Metz
- 2012 Materialising 'Six Years': Lucy Lippard and the Emergence of Conceptual Art, Brooklyn museum, New York.
- 2013 As if it could. Works and Documents from the Herbert Foundation, Herbert Foundation, Ghent.
- 2014 Propanganda für die Wirklichkeit, Museum Morsbroich, Leverkusen.
- Critical Machines, American University, Beyrouth.

## Obres destacades
- Incident: Now They Are. Elegant. Pintura, 1993[2]
- Incident: Now They Are. Look out. Pintura, 1993[3]
- Study for Index: the Studio at 3 Wesley Place, PBM. Pintura, 1982[4]
- Paul Signac Dreams of the Future III. Pintura, 1983[5]
- The Fox. Collage/ dibuix/ material gràfic, 1975 - 1976[6]